# Chunga's Revenge
Chunga's Revenge es un álbum del músico y compositor Frank Zappa lanzado al mercado el 23 de octubre de 1970. El primer álbum de los años 70 de Zappa, incluye a los antiguos miembros de The Turtles, Flo & Eddie, que aparecerían en más álbumes del artista. Chunga's Revenge es un cambio respecto a los álbumes de corte político de los años 60 con The Mothers of Invention, y el jazz rock de Hot Rats.
El contenido del álbum es ecléctico; hay dos improvisaciones de guitarra ("Transylvania Boogie" y "Chunga's Revenge), un blues ("Road Ladies"), un interludio de jazz ("Twenty Small Cigars"), y varias pistas de corte pop ("Tell Me You Love Me", "Would You Go All the Way?", "Rudy Wants to Buy Yez a Drink", "Sharleena"). Las pistas cantadas tratan todos sobre el sexo y encuentros con groupies, y, como Zappa menciona en las anotaciones del álbum, son un adelanto de la película y su banda sonora 200 Motels.

## Lista de canciones
Todas las canciones compuestas por Frank Zappa.

### Cara A
1. "Transylvania Boogie" - 5:01
2. "Road Ladies" - 4:11
3. "Twenty Small Cigars" - 2:17
4. "The Nancy & Mary Music" - 9:30
  1. part 1 - 2:42
  2. part 2 - 4:11
  3. part 3 - 2:37

### Cara B
1. "Tell Me You Love Me" - 2:43
2. "Would You Go All the Way?" - 2:30
3. "Chunga's Revenge" - 6:16
4. "The Clap" - 1:24
5. "Rudy Wants to Buy Yez a Drink" - 2:45
6. "Sharleena" - 4:07

### CD
1. "Transylvania Boogie" – 5:01
2. "Road Ladies" – 4:10
3. "Twenty Small Cigars" – 2:17
4. "The Nancy and Mary Music" – 9:27
5. "Tell Me You Love Me" – 2:33
6. "Would You Go All the Way?" – 2:29
7. "Chunga's Revenge" – 6:15
8. "The Clap" – 1:23
9. "Rudy Wants to Buy Yez a Drink" – 2:44
10. "Sharleena" – 4:04

## Personal
- Frank Zappa – guitarra, clavicordio, percusión, batería, voz
- Max Bennett – bajo
- George Duke – órgano, trombón, piano eléctrico, efectos de sonido, voz
- Aynsley Dunbar – batería, pandereta
- John Guerin – batería (en "Twenty Small Cigars")
- Don "Sugarcane" Harris – violín eléctrico
- Howard Kaylan – voz
- Mark Volman – voz
- Jeff Simmons – bajo, voz
- Ian Underwood – órgano, guitarra, piano, guitarra rítmica, piano eléctrico, saxofón alto, saxofón tenor

## Producción
- Productor: Frank Zappa
- Ingenieros: Stan Agol, Roy Baker, Dick Kunc, Bruce Margolis
- Asistente de producción: Dick Barber
- Arreglos: Frank Zappa
- Diseño artístico: Cal Schenkel
- Ilustraciones: Cal Schenkel
- Fotografía: Phil Franks (portada) y John Williams